# Barmherzige Brüder vom hl. Johannes von Gott

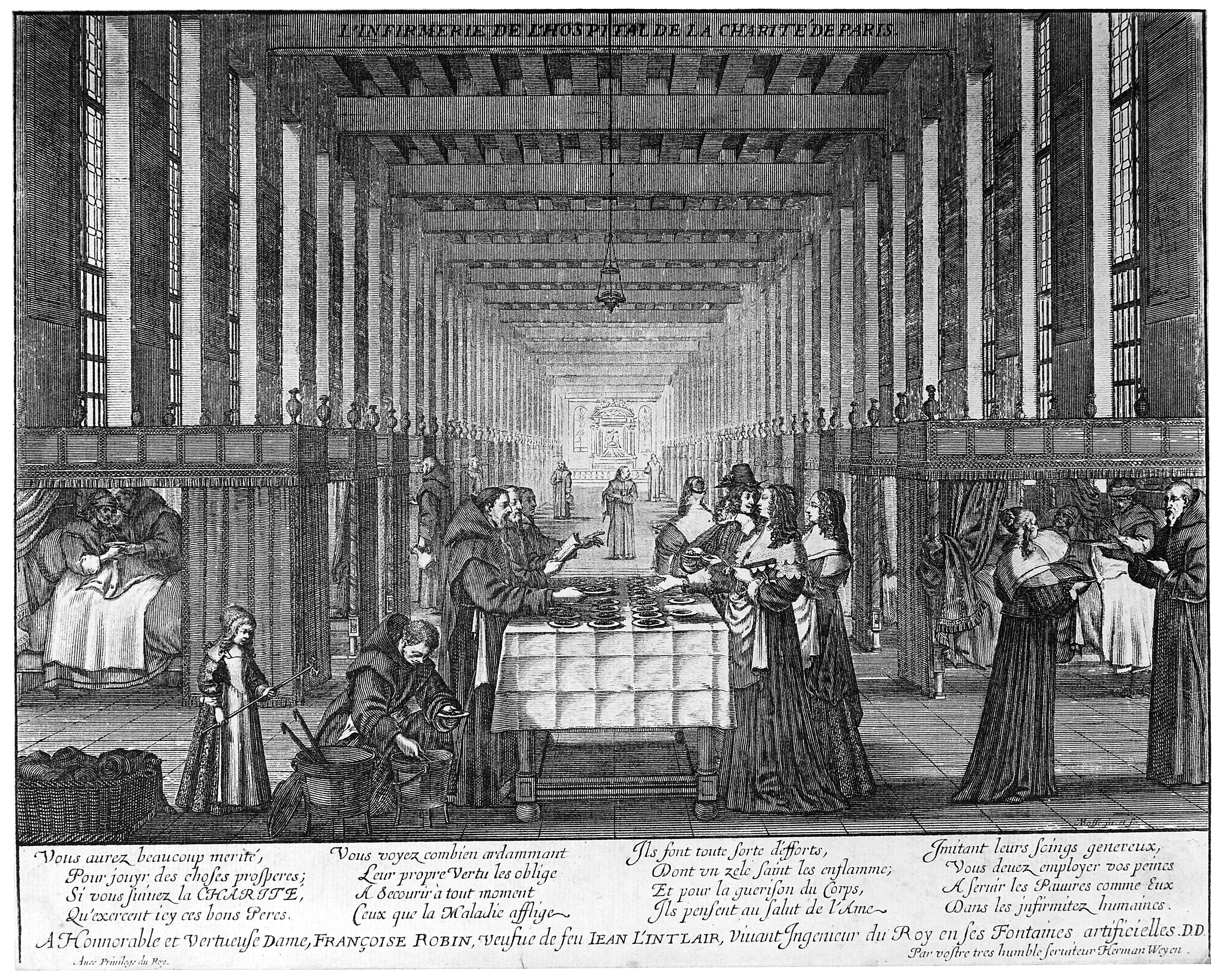
Krankensaal des ehemaligen Hospitals der Barmherzigen Brüder (französisch Hôpital de la Charité) in Paris (Anfang des 17. Jh. gegründet, 1935 abgerissen)

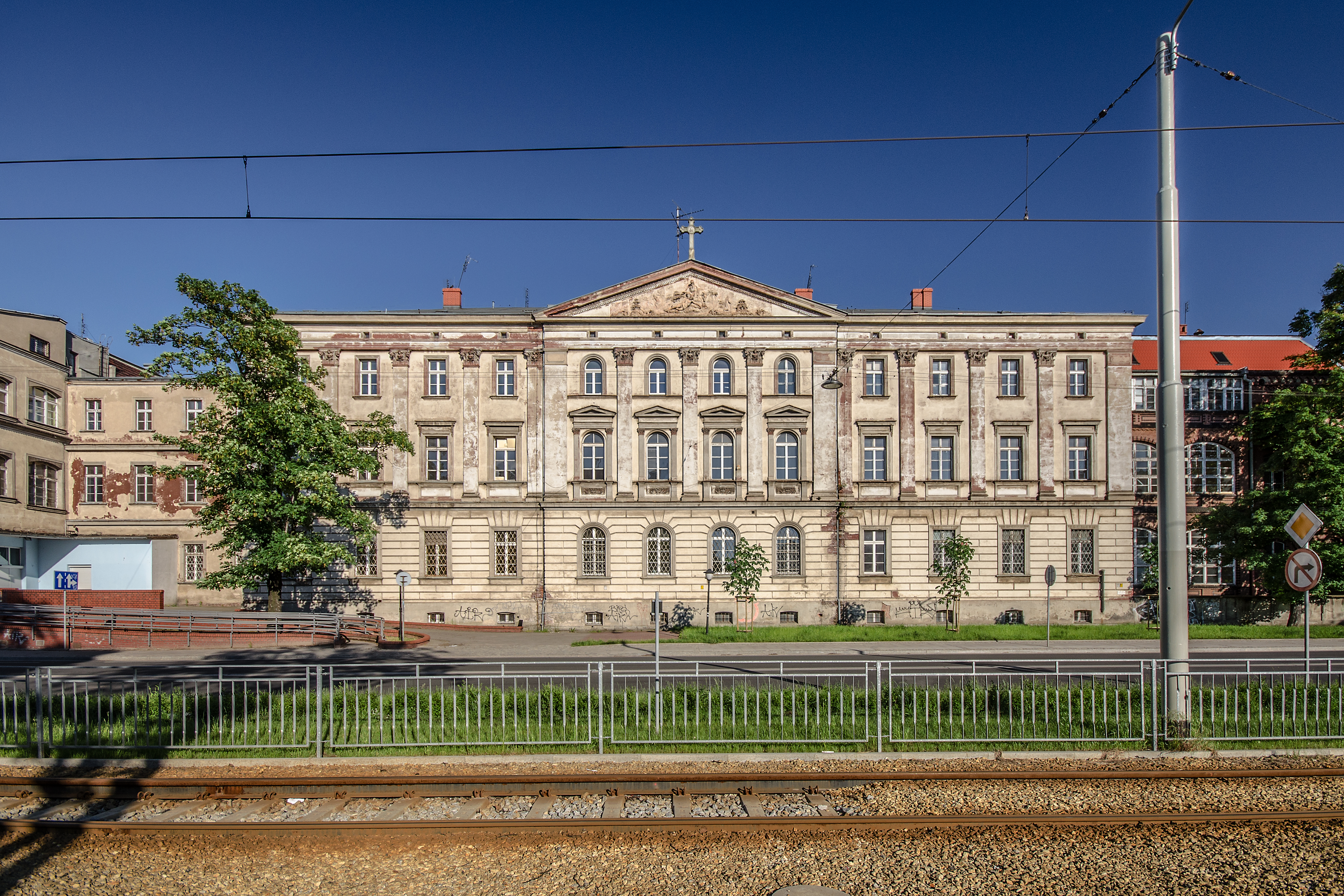
Krankenhaus der Barmherzigen Brüder in Breslau, Polen (Konvent 1711, Krankenhaus 1715 gegründet)

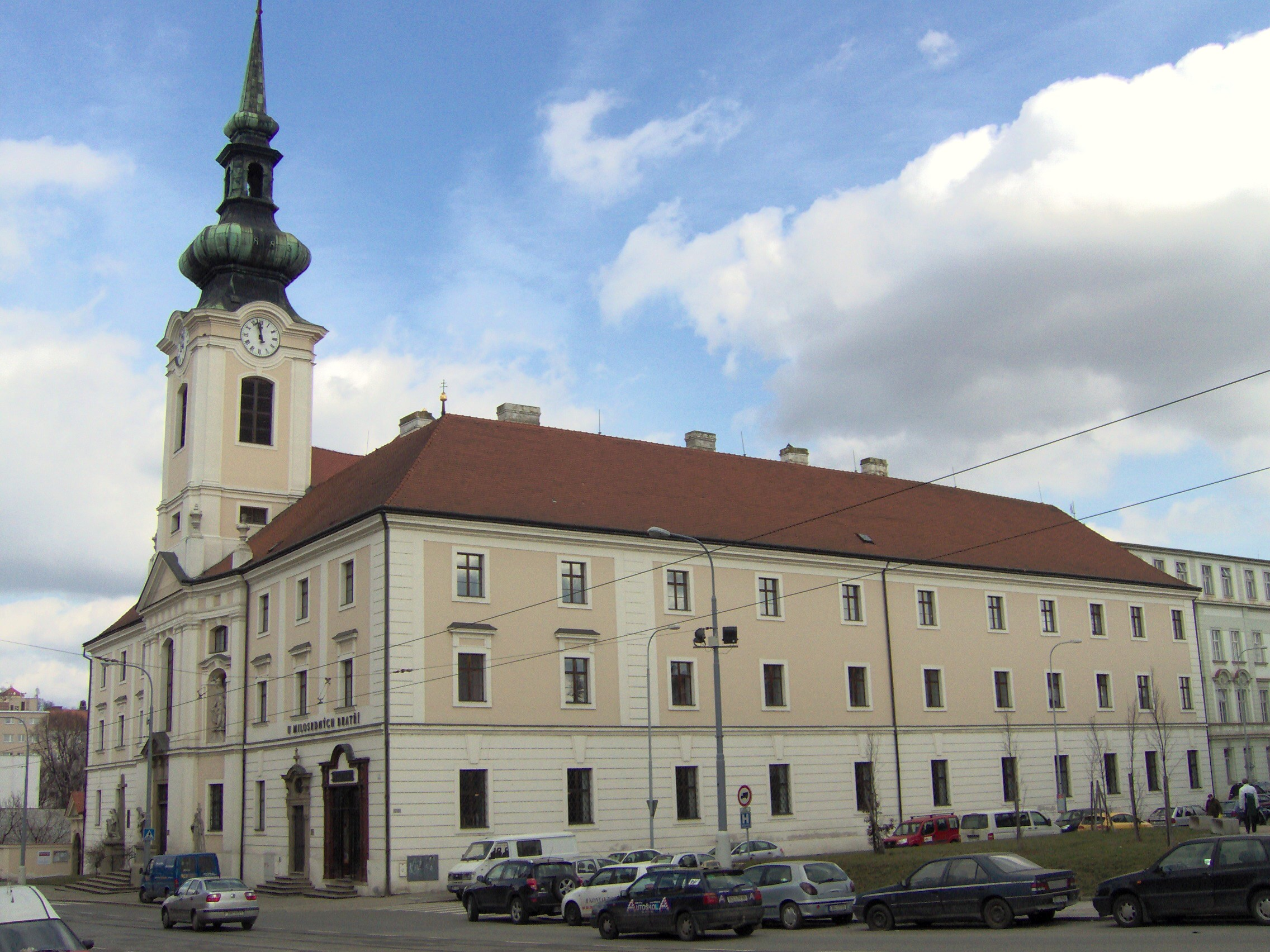
Konvent der Barmherzigen Brüder in Brünn, Hauptsitz der Barmherzigen Brüder der Tschechischen Republik (Konvent 1747 gegründet, der Krankensaal dient heute als Konzertsaal)

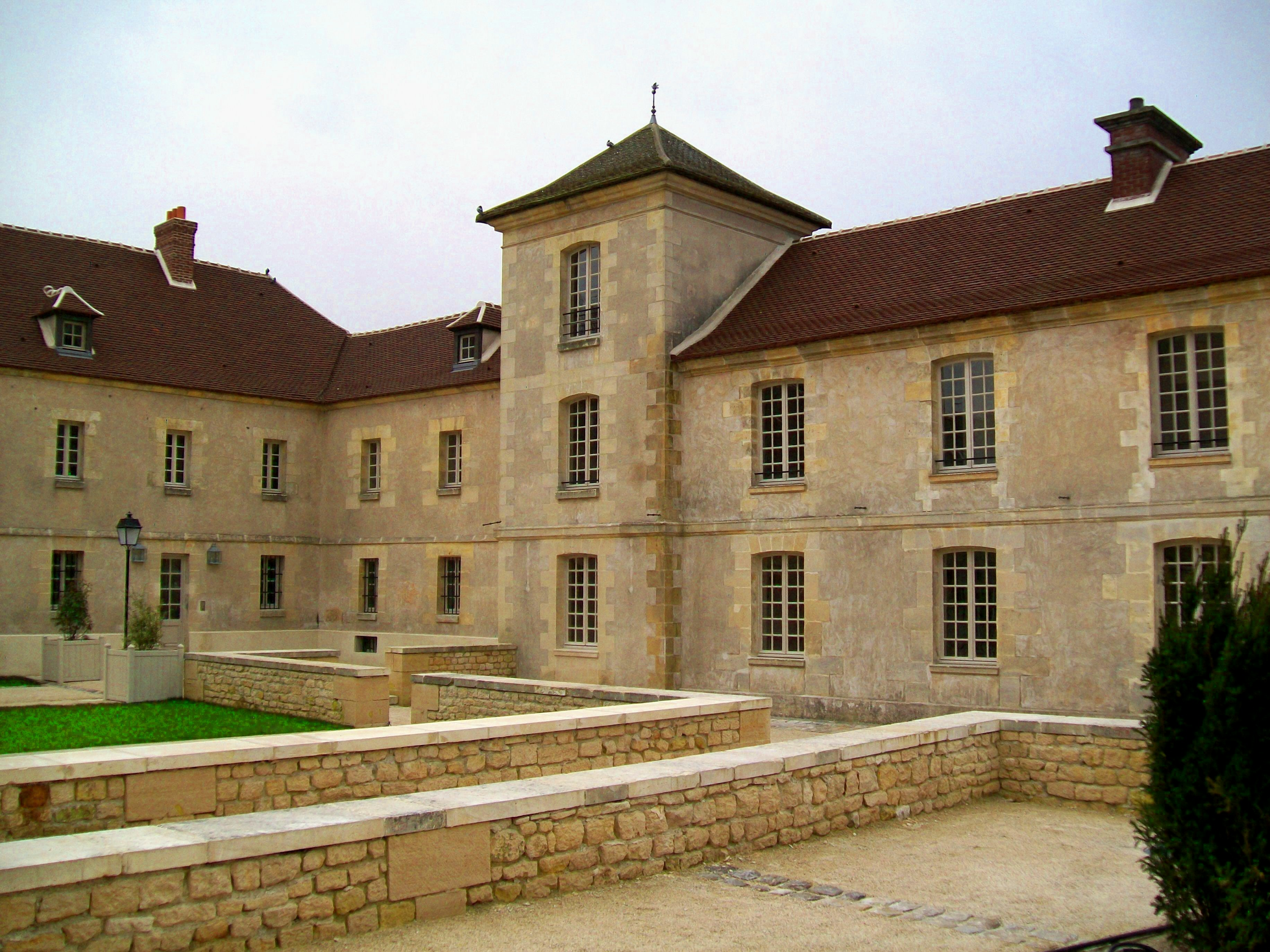
Ehemaliges Krankenhaus der Barmherzigen Brüder (französisch Hôpital de la Charité, errichtet 1. Hälfte des 18. Jh.; 1833 geschlossen) in Senlis, Frankreich. Es dient heute teilweise dem Archiv des Departements als Zweigstelle.

Die Barmherzigen Brüder vom heiligen Johannes von Gott, eigentlich Hospitalorden des heiligen Johannes von Gott, lateinisch Ordo Hospitalarius Sancti Johannis de Deo (Ordenskürzel OH) sind eine katholische Ordensgemeinschaft und ein Krankenpflegeorden, als deren Ordensvater der heilige Johannes von Gott gilt.

## Geschichte
1539 gründete Johannes von Gott sein erstes „Spital“ in Granada. 1547 er konnte mit Hilfe des Erzbischofs Pedro Guerrero das Spital am südlichen Hang des Alhambra-Hügels (Cuesta de Gomérez) in Granada eröffnen. 1552 gelang es seinem Nachfolger, Antón Martín, weitere Spitäler in Granada und darauf in Madrid zu gründen. Papst Pius V. erkannte die Hospitalbrüder 1571 an und gab ihnen die Regel des hl. Augustinus.
1932 erscheint erstmals der Granatapfel, das Magazin der österreichischen Ordensprovinz der katholischen Ordensgemeinschaft, der ein Sprachrohr des Ordens der Barmherzigen Brüder in Österreich als auch der Krankenhäuser und Gesundheitseinrichtungen darstellt.
Dem Orden gehören weltweit 1045 Brüder an (Stand 2020).

## Ordensprofil
Die Barmherzigen Brüder sind meist Laien, die neben den drei Gelübden (Armut, Gehorsam, Ehelosigkeit) noch das ordensspezifische Gelübde der Hospitalität („Gastfreundschaft“) ablegen.

## Generalpriore
- 1911–1912: Benedetto Menni
- 1988–1994: Brian O’Donnell
- 1994–2006: Pascual Piles Ferrando
- 2006–2012: Donatus Forkan
- 2012–2024: Jesús Etayo Arrondo (2019 im Amt bestätigt)
- seit 2024: Pascal Ahodegnon[3]

## Ordensprovinzen
Der Orden ist in 53 Ländern der Erde in der Kranken- und Altenpflege, der Behindertenhilfe, der Obdachlosenfürsorge und in den letzten Jahren verstärkt in der Hospizarbeit und der Palliativmedizin tätig. Das Generalat befindet sich in Rom. 
Im deutschen Sprachraum gibt es zwei Ordensprovinzen. Die Bayerische Ordensprovinz mit Sitz in München und die Österreichische Ordensprovinz, die ihren Sitz in Wien hat.

### Deutschland
Die Bayerische Ordensprovinz beschäftigt als Körperschaft des öffentlichen Rechts ca. 8.500 Mitarbeiter in ihren Tochtergesellschaften: der Barmherzige Brüder gemeinnützige Träger GmbH, der Barmherzige Brüder Behindertenhilfe gGmbH, der Barmherzige Brüder gemeinnützige Krankenhaus GmbH, dem Klinikum St. Elisabeth Straubing (GmbH) und dem Evangelisches Krankenhaus Regensburg gGmbH.
Im Krankenhaussektor gliedert sie sich in die Barmherzige Brüder gemeinnützige Krankenhaus GmbH, die Klinikum St. Elisabeth Straubing GmbH und die evangelische Krankenhaus gGMBH. Insgesamt betreibt die Bayrische Ordensprovinz damit im Krankenhausbereich 2.150 Planbetten. Der Krankenhausverbund versorgt nach eigenen Angaben 110.000 stationäre und 200.000 ambulante Patienten im Jahr und beschäftigt 6.500 Menschen. Die Patientenversorgung in den Krankenhäusern wird durch fünf Medizinische Versorgungszentren und zwei Servicegesellschaften unterstützt.
Im Krankenhausverbund sind sechs kirchliche Kliniken vertreten: Das Krankenhaus Barmherzige Brüder in München, das Krankenhaus St. Barbara in Schwandorf und das Klinikum St. Elisabeth Straubing sowie in Regensburg das Krankenhaus Barmherzige Brüder, das Paul Gerhardt Haus und die Klinik St. Hedwig. 
Die Barmherzige Brüder Behindertenhilfe gGmbH bietet individuelle Angebote für erwachsene Frauen und Männer mit geistiger und/oder psychischer Erkrankung und Behinderung sowie für Menschen im Autismus-Spektrum (AS). An verschiedenen Standorten in Bayern werden 3.000 Menschen begleitet. 
Seit 2004 besteht mit dem Johannes-Hospiz der Barmherzigen Brüder in München eine Einrichtung mit zwölf Betten zur Versorgung schwerstkranker und sterbender Patienten in ihrer letzten Lebensphase.

### Österreich
Zur Zeit der Habsburgermonarchie gehörte Feldsberg zu Niederösterreich, es liegt als Valtice heute in Tschechien: Hier wurde 1603 das erste Spital nördlich der Alpen und das erste in der Habsburgermonarchie gegründet.
Das Krankenhaus Krankenhaus Barmherzige Brüder in Wien-Leopoldstadt wurde 1614 von Frater Gabriel Ferrara aus Mailand gegründet und erhielt 1625 die Erlaubnis zur Führung einer Apotheke. Sie kamen auf Wunsch des Fürsten Karl I. von Liechtenstein, der in Italien von Ordensleuten gepflegt wurde. Beide Einrichtungen bestehen bis heute.
1615 wurde in Graz per Stiftungsurkunde des Erzherzogs Ferdinand III. ein Krankenhaus mit zwölf Betten gegründet. Die Grundsteinlegung erfolgte am 20. Juni im Beisein von Pater Bernhard Fyrdram, dem späteren Prior, jenseits der Murbrücke auf der Lend am damals Lotterbrunnen genannten ehemaligen Platz der Richtstätte und des Gefängnisses. Das damals dort stehende Kruzifix befindet sich heute im Refektorium. Ebenfalls 1615 wurde den Barmherzigen Brüdern das Privileg zur Haltung einer eigenen und öffentlichen Apotheke erteilt, die mehrmals erweitert und Apotheke „Zum Granatapfel“ benannt wurde. In den Jahren von 1632 bis 1636 entstand der an Krankenhaus und Apotheke angrenzende Vorgängerbau der heutigen, ab 1735 errichteten spätbarocken Grazer Barmherzigenkirche Mariä Verkündigung (siehe dort).
Das Krankenhaus wurde im Zweiten Weltkrieg zum Lazarett und verblieb wie die Apotheke grundlegend zerstört und wurde vom Orden ab 1945/46 wieder aufgebaut. Die Apotheke „Zum Granatapfel“ wurde 70 Jahre verpachtet und um 2015 wieder vom Orden selbst übernommen.
1757 erfolgte in Linz die Gründung des vorerst am Schillerplatz eingerichteten und im Jahr 1789 nach Auflassung des Karmelitinnenklosters in der Herrengasse dorthin verlegten Konventhospitals Barmherzige Brüder.
Krankenhäuser
Der Orden unterhält das Krankenhaus Eisenstadt und das Krankenhaus Graz, welches seinen ersten Standort in 8020 Marschallgasse 12, Bezirk Lend hatte. Angrenzend findet sich der Konvent mit Apotheke „Zum Granatapfel“ und der Barmherzigenkirche (der Stadtpfarrei), die beide mit Hausnummer 4 der Annenstraße anliegen. In 5 Abteilungen können Anästhesiologie, Intensivmedizin, Chirurgie, Gynäkologie, Innere Medizin und Radiologie angeboten werden. Der zweite Standort ist in der Berggasse 27, Bezirk Eggenberg. Für 2021 ist die geografische Zusammenlegung mit in die Marschallgasse geplant. In der Berggasse befinden sich sechs Abteilungen: Innere Medizin, Neurologie, Psychiatrie und Psychotherapie, Radiologie, Nuklearmedizin und ein Laborverbund. Weitere Krankenhäuser des Ordens in Österreich sind das Krankenhaus der Elisabethinen in Klagenfurt, das Krankenhaus Linz, das bei Großanlagen mit dem benachbarten KH der Barmherzigen Schwestern kooperiert, das Krankenhaus Salzburg, das Krankenhaus St. Veit/Glan und das Krankenhaus Wien.
Zur Provinz Österreich gehört auch das Krankenhaus der Barmherzigen Brüder Bratislava in der Slowakei.

## Miszellen
Zum 350-Jahr-Jubiläum in Österreich gab die Österreichische Post eine Briefmarke heraus.
Im Jahr 2008 wurde in Wien-Leopoldstadt (2. Bezirk) beim Krankenhaus Barmherzige Brüder der Johannes-von-Gott-Platz nach dem Ordensgründer benannt. Dadurch wechselte auch die offizielle Anschrift des Krankenhauses von der Großen Mohrengasse 9 zum Johannes von Gott-Platz 1. Zur Eröffnung des nördlichen Zubaues des Krankenhauses in Eisenstadt im Jahr 2012 wurde der Vorplatz des neuen Haupteinganges in Johannes von Gott-Platz umbenannt.